# 九龙山 (丽水)
九龙山是中国浙江省遂昌县西南部仙霞岭的一个山峰，为钱塘江水系的最南端源头。该山主峰海拔为1724米，是浙江省的第四高峰。
九龙山自然保护区始建于1983年9月，并于2003年6月升为国家级自然保护区。